# Triodopsis fallax
Triodopsis fallax är en snäckart som först beskrevs av Thomas Say 1825.  Triodopsis fallax ingår i släktet Triodopsis och familjen Polygyridae. Inga underarter finns listade i Catalogue of Life.